# Alessandro Piva
Pour les articles homonymes, voir Piva.

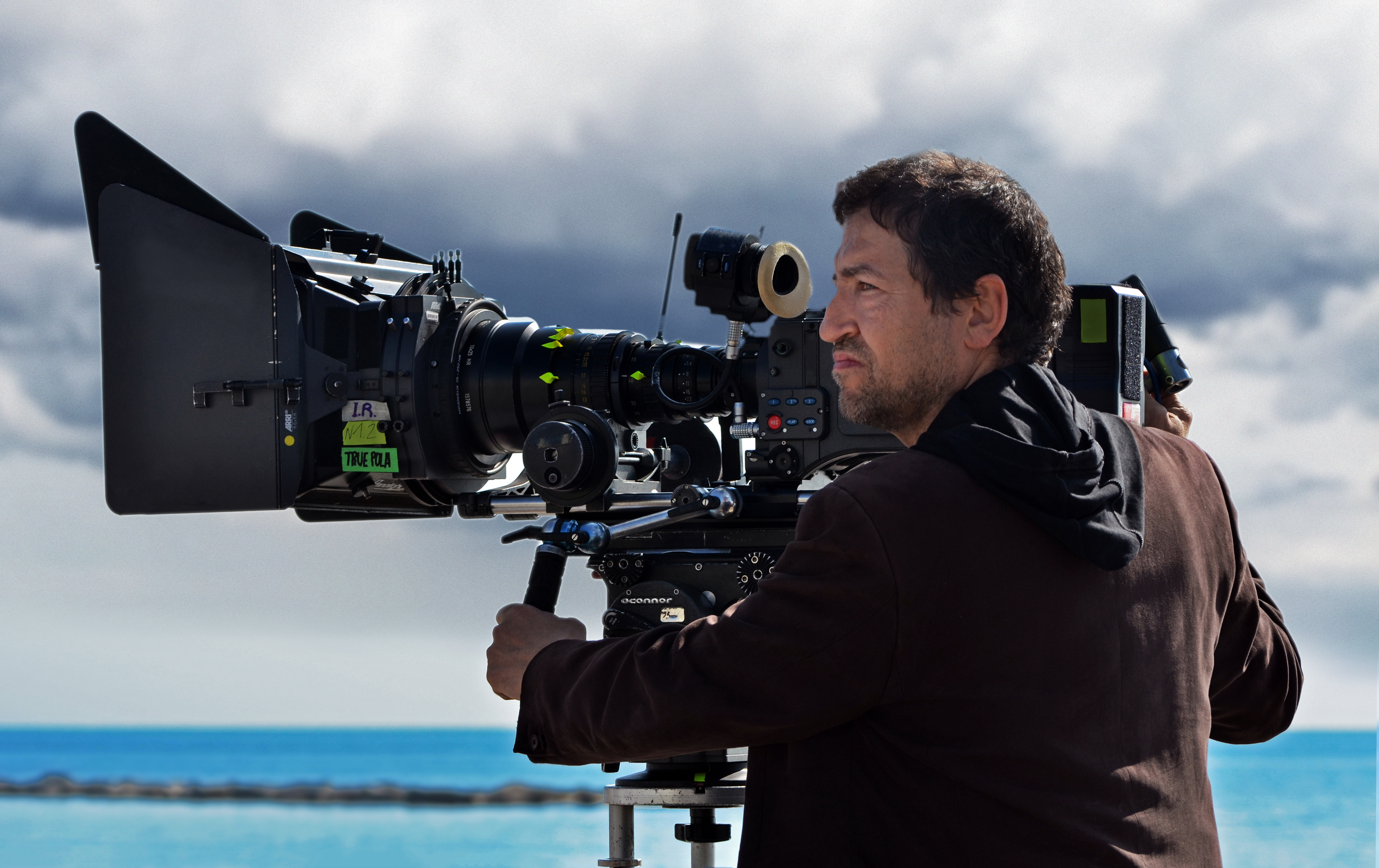
Il regista Alessandro Piva

Alessandro Piva (né le 8 avril 1966 à Salerne) est un réalisateur italien.

## Filmographie
- 1996 : Exercices de style (Esercizi di stile), segment Uno più bravo di me
- 2000 : LaCapaGira
- 2003 : Mio cognato
- 2011 : Pasta nera
- 2011 : Henry